# Quảng trường Madison

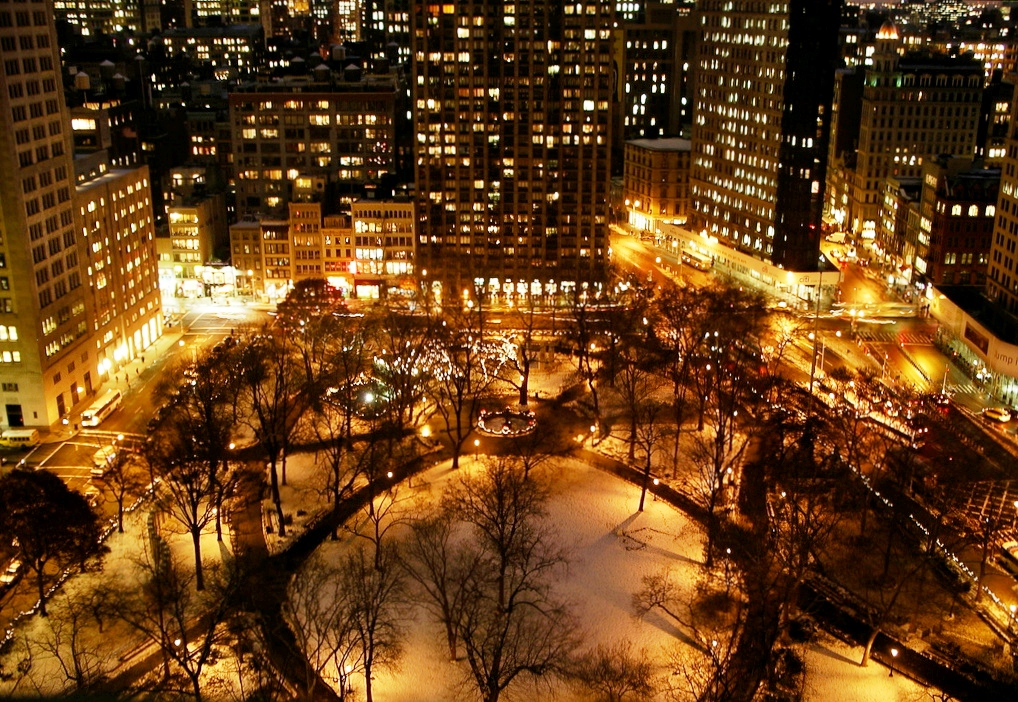
Tuyết phủ Quảng trường Madison vào đêm, tháng 12 năm 2005.

Quảng trường Madison được hình thành bởi giao điểm của Đường số 5 (fifth Avenue) và Đường Broadway tại Phố số 23 (23rd Street) trong quận Manhattan của Thành phố New York. Quảng trường này được đặt theo tên của James Madison, Tổng thống Hoa Kỳ thứ tư và cũng là tác giả chính viết ra Hiến pháp Hoa Kỳ.
Điểm tập trung của quảng trường là Công viên Quảng trường Madison, một công viên rộng 6,2 mẫu Anh (2,5 hécta), giới hạn phía đông là Đường Madison (đường này khởi đầu tại góc đông nam của công viên tại Phố số 23); giới hạn phía nam là Phố số 23; giới hạn phía bắc là Phố số 26; và giới hạn phía tây là Đường số 5 và Đường Broadway khi chúng giao cắt nhau.
Công viên và quảng trường nằm tại phần cuối phía bắc của khu cư dân Flatiron thuộc quận Manhattan. Việc sử dụng tên "Quảng trường Madison" để làm tên cho khu dân cư đã rơi vào quên lãng, và hiếm khi được nghe đến. Khu dân cư nằm về phía bắc và phía tây của công viên là NoMad; và khu dân cư nằm về phía bắc và phía đông của công viên là Rose Hill.
Có lẽ sự nổi tiếng nhất của Quảng trường Madison trên khắp thế giới là việc cái tên của nó được dùng cho một đấu trường thể thao có tên là Madison Square Garden. Đấu trường thể thao này đã từng nằm ngay phía đông bắc của công viên này trong 47 năm cho đến khi nó được dời sang địa điểm khác vào năm 1925. Các tòa nhà nổi tiếng nằm quanh quảng trường gồm có Tòa nhà Flatiron, Trung tâm Toy, Tòa nhà New York Life, Chợ New York Merchandise, Tòa án Phân bộ Thượng thẩm, Met Life Tower và Công viên One Madison, một tháp chung cư 50-tầng.
Người ta có thể đến Quảng trường Madison bằng hệ thống New York City Subway.

## Hình ảnh

Trước đây
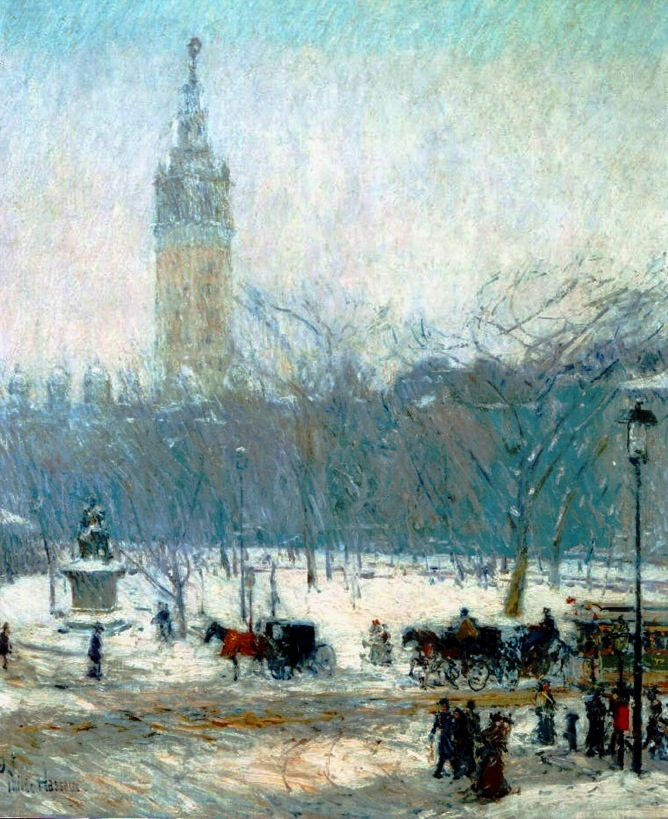
Bão tuyết, Quảng trường Madison tác giả Childe Hassam (c.1890) Vườn quảng trường Madison (1890) do kiến trúc sư Stanford Whitethiết kế ở phía sau.
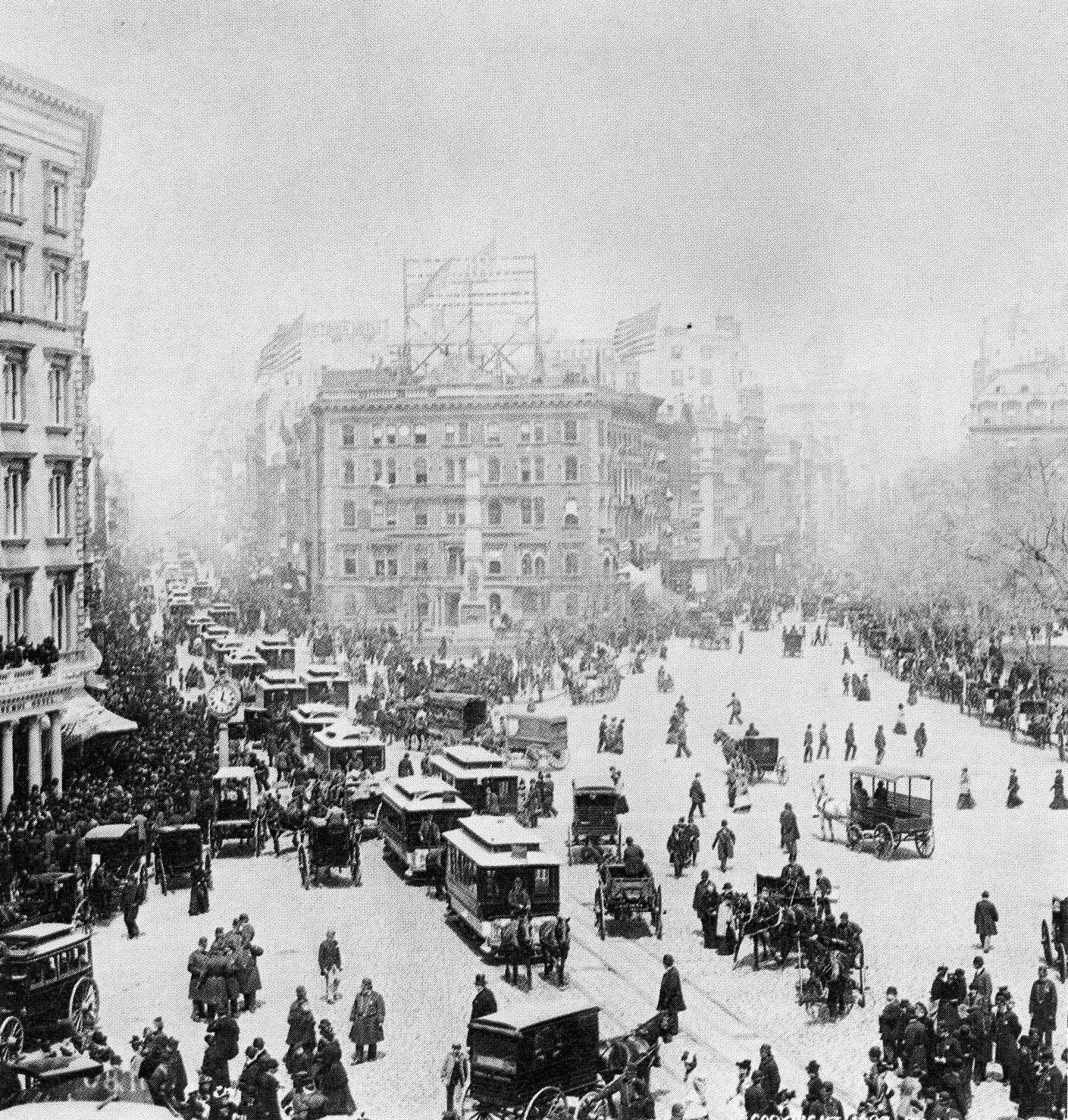
Quảng trường Madison năm 1893, nhìn về hướng Bắc; Tượng đài Worth nằm phía trên trung tâm.
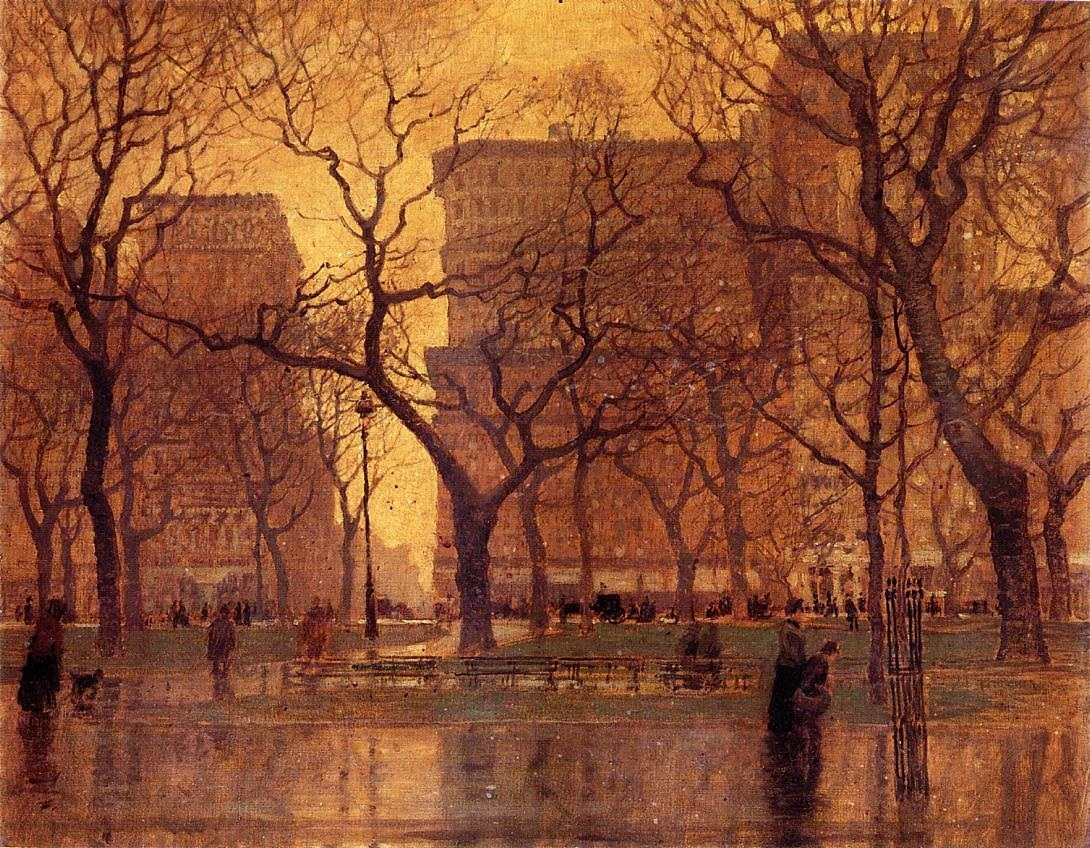
Công viên Quảng trường Madison Sau cơn mưa tranh của họa sĩ Paul Cornoyer (c.1900)

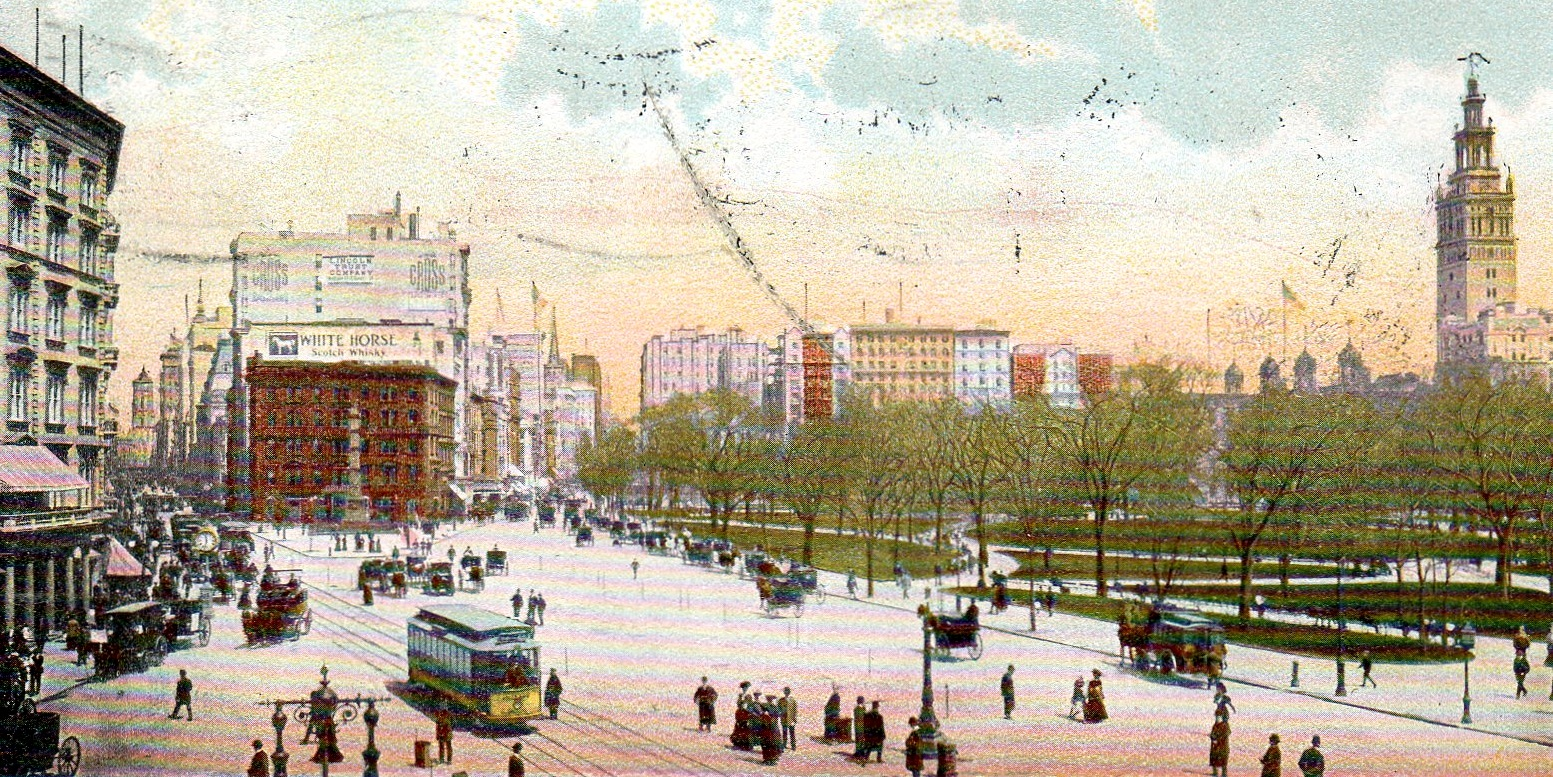
Một bưu thiếp vẽ tay trong thời điểm chuyển giao sang thế kỷ 20.
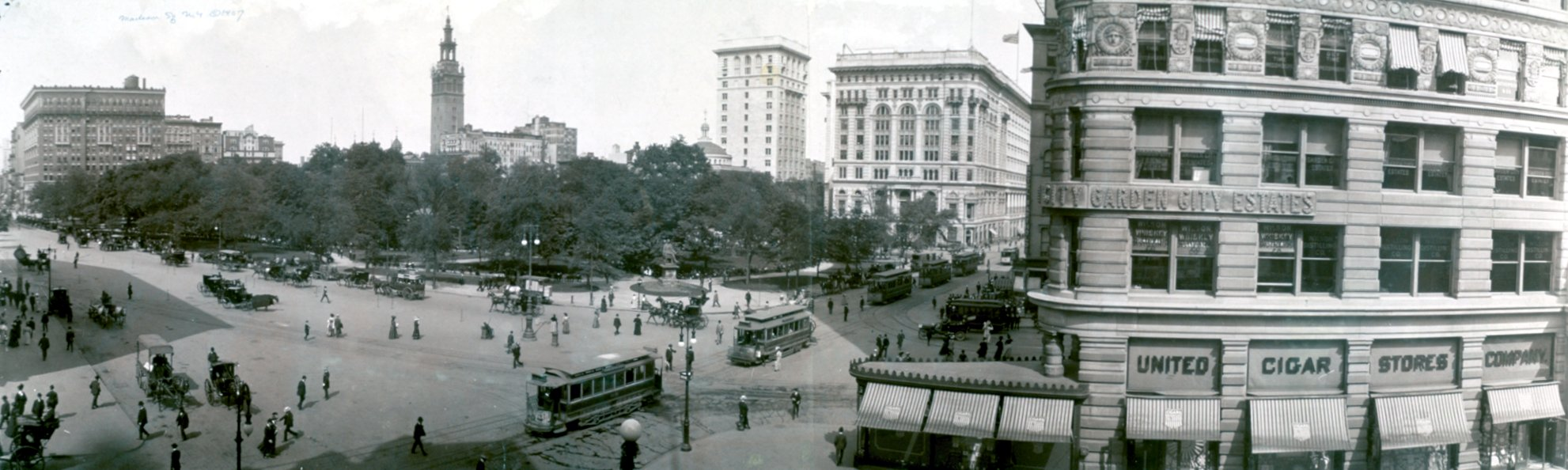
Quảng trường và công viên năm 1908